# KoRocK
KoRocK（コロック）は、日本の3人組HIPHOPダンスチーム。メンバーが小学校6年生の時に結成され、幼馴染ならではの三位一体のパフォーマンスが特徴。ダンサー事務所プランチャイムを2022年1月に退所し、現在はフリーで活動している。

## メンバー
泰智（たいち）
1991年9月15日生まれ。O型。身長179cm。KoRocKのリーダー。
J （じぇい）
1991年9月11日生まれ。B型。身長174.5cm。
いっとん
1992年4月1日生まれ。A型。身長175cm。

## 来歴

### 結成
小さい頃からダンスを始め、小学校5年生の時に同級生でチームを結成。2002年、当時メンバーが小学6年生だったことから、小6をコロクと読み、KoRocKと命名された。以降、数々のダンスイベントやコンテストに出場している。

### 名古屋時代
2006年、中京テレビが制作する深夜のダンスバラエティ番組『スーパーチャンプル』に出演、レコメンドダンサーとして紹介された。番組のショーケースにも出演、 2008年には4月～6月のマンスリーダンサーランキングで3ヶ月連続1位。第2代殿堂入りダンサーの称号を獲得した。2008年にDANCE ATTACK全国決勝大会で優勝、2009年にGATSBYスタイリングダンスコンテストアジアFINALで優勝した。

### 東京進出
2010年、大学進学を機に東京に拠点を移し、ダンサー事務所プランチャイムに所属。グループ活動を継続しながら、個人活動を開始し、CMや舞台出演のほか、振付やダンス指導を行う。KoRocKとしてライブ活動を中心に活動し、主催イベント「SYUKAI」を行う。 東京と名古屋で開催されたKoRocK15周年ワンマンライブ「PROGRAM」では約2,000人動員。2020年には名古屋ダイヤモンドホールでのワンマンライブを開催する。

### 動画投稿開始
2020年、ライブ活動が制限されたことをきっかけに、公式YouTubeチャンネルへの動画投稿を開始。2020年4月13日から同年5月3日まで毎日動画を投稿した。また2020年10月には「踊ってみた」の動画投稿を開始。「踊ってみた」のほか「踊ってみた振付レクチャー」「10ｍinutesラジオ」など、週に3回の動画投稿を行っている。

### 独立－現在
2020年1月をもって所属事務所を退所し、独立。現在はライブ活動のほか、YouTubeへの動画投稿、会員制オンラインスタジオでのダンスレッスンなどを行っている。また個人としても、ダンサー活動を行いながら、振付やステージング、楽曲制作、映像編集、アパレル、芝居などの活動をしている。

## 受賞歴
- 2008年　DANCE ATTACK!! FINAL 高校生の部 全国大会　優勝 [7]
- 2009年　GATSBY STYLING DANCE CONTEST2008-2009 アジア大会　優勝
- 2010年　DANCE ATTACK!! TOKYO 高校生の部 東京大会　優勝 (メンバー全員がBetrayal Strikerとして出場)[8]

## 主催ライブ
- KoRocK presents「コロックパーティー VOL.1」（2013年2月24日笹塚ボウル）
- KoRocK presents「コロックパーティー VOL.2」- MADZ release special -（2013年6月2日渋谷underdeer lounge）
- KoRocK presents「コロックパーティー VOL.3」- 泰智&Ｊ BIRTHDAY BASH SPECIAL -（2013年9月16日渋谷underdeer lounge）
- KoRocK presents「SYUKAI -the 1st-」（2015年11月19日TSUTAYA O-EAST）
- KoRocK 15aniv. LIVE "PROGRAM"～に向けた企画ライブ模索編～（2016年9月4日六本木morph tokyo）
- KoRocK presents「SYUKAI -the 2nd-」（2016年10月11日新宿ReNY）
- KoRocK 15aniv. LIVE "PROGRAM"～に向けた企画ライブ実験編～（2017年1月9日六本木morph tokyo）
- KoRocK 15周年LIVE“PROGRAM”（2017年5月3日東京・TSUTAYA O-EAST、5月12日名古屋・ELL）
- KoRocK LIVE「小学十七年生」（2019年9月8日六本木morph tokyo）
- KoRocK LIVE「小学十七年生!! in 名古屋」（2020年1月17日名古屋・ダイアモンドホール）
- KoRocK結成20周年記念LIVE TOUR「ミソジデハタチ」（2022年9月15日名古屋・レジェンドホール、9月16日大阪・世界館、9月21日東京・新宿FACE）

## 出演

### 舞台
- 30-DELUX×KoRocK「スペースウォーズ2023 feat. BOYS AND MEN」（2023年1月、新国立劇場小劇場）[9]

### テレビ[10]
- CTV「スーパーチャンプル」第2代殿堂入り
- NTV「24時間テレビ　ダンス甲子園」
- NHK「紅白歌合戦」「歌謡コンサート」「パフォー・夏フェス」「パフォー・ダンス頂上決戦！」
- NHK教育「おどツタ」
- NTV「心ゆさぶれ！先輩ROCK YOU」
- TX「DANCE＠HERO」（メンバー全員がAREA ROCK STYLERとして出場）
- 日本テレビ「THE DANCE DAY」決勝大会（2022年5月18日放送）[11]

### CM
- キリンホールディングス元気プロジェクト「元気ダンサーズ」[10]

## 振付
- 2022年　Vtuber kson総長 3D初お披露目配信　楽曲振付・協力[12]
- 2022年　Vtuber kson 1st Anniversary 3DLIVE『アイドル宣言』　楽曲振付[13]
- 2023年　30-DELUX×KoRocK「スペースウォーズ2023 feat. BOYS AND MEN」（2023年1月、新国立劇場小劇場） 舞台振付

## 作品

### DVD
- KoRocK15周年“PROGRAM”～やっぱりカレーは美味しかった～（2017年07月26日発売）- EAN 4526180420637